# Лифорд
Лифорд (на английски: Lifford; на ирландски: Leifear) е град в северната част на Ирландия, графство Донигал на провинция Ълстър. Главен административен център е на графство Донигал. Разположен е при вливането на река Фин в река Фойл на границата със Северна Ирландия. До него на границата е североирландския град Страбан. Първите сведения за града датират от 1607 г. Имал е жп гара от 1909 г. до 1960 г. Населението му е 1448 жители от преброяването през 2006 г. 

## Личности
Родени
- Шей Гивън, ирландския футболен вратар